# Atac contra l'Aeroport Internacional Bandaranaike
L'atac contra l'Aeroport Internacional Bandaranaike fou un assalt dels Tigres d'Alliberament de Tamil Eelam (TATE) contra l'Aeroport Internacional Bandaranaike (Sri Lanka) que es produí el 24 de juliol del 2001. Fou un dels atacs més audaços dels TATE durant la seva guerra contra el govern de Sri Lanka i tingué un impacte profund sobre les forces armades, l'economia i les aerolínies del país.